# Paschase Radbert
Paschase Radbert ou Radbert de Corbie, né vers 790 à Soissons et mort vers 865 à Corbie, fut moine puis abbé de Corbie de 844 à 851 et théologien. En dehors de son importante œuvre doctrinale, il se fit l'hagiographe d'Adalhard, abbé de Corbie et fondateur de l'abbaye de Corvey en Westphalie, ainsi que du demi-frère de celui-ci, Wala. Il est reconnu saint par l'Église catholique et fêté le 26 avril.

## Biographie

### Jeunesse et formation
Enfant trouvé sur le parvis de l'abbatiale Notre-Dame de Soissons, il fut élevé par les sœurs de l'abbaye.
Devenu moine à l'abbaye de Corbie, il fut éduqué par l'abbé Adalard de Corbie et devint écolâtre. En 826, Adalhard mourut et fut remplacé sur le siège abbatial par son frère Wala. Paschase Radbert obtint la confirmation de son élection par l'empereur Louis le Pieux et eut pour disciple Varin de Corvey.

### Abbé de Corbie
Sous l'abbatiat de Wala, Paschase Radbert devint prieur de l'abbaye de Corbie et fut lui-même élu abbé en 843. Toutefois, ayant accueilli à l'abbaye le fils de Pépin d'Aquitaine, il fut en butte à l'hostilité d'une partie de la communauté et du roi Charles le Chauve. Contraint d'abandonner sa charge, il se retira à l'abbaye de Saint-Riquier en 851. Il revint par la suite à l'abbaye de Corbie comme simple moine et y mourut.
Il participa à la lutte contre Gottschalk d'Orbais et sa théorie de la double prédestination, jugée hérétique, en 849, au concile de Quierzy. Raban Maur le recommanda à Hincmar.

### Un des auteurs desFausses décrétales?
D’après Klaus Zechiel-Eckes qui a identifié le monastère de Corbie (près d'Amiens) comme le siège de l'atelier des Fausses décrétales qui apparaissent vers le milieu du IXe siècle, de nombreux indices impliquent Paschase Radbert lui-même, comme un des faussaires protagonistes de l'atelier.

### Reliques et tombeau
Après sa mort, ses reliques furent transférées dans l'abbatiale de Corbie, le 12 juillet 1058, et son nom fut inscrit au calendrier liturgique de l'abbaye. La dalle funéraire de son tombeau, datant de 1655, toujours visible dans l'abbatiale de Corbie, a été classée monument historique, le 21 février 1907, au titre d'objet.

## Auteur du premier traité théologique sur l'eucharistie
Sur le plan théologique, Paschase Radbert fut l'auteur du premier traité théologique sur l'Eucharistie, le De Corpore et Sanguine Domini. (Sur le Corps et le Sang du Seigneur), rédigé en 831 et présenté au roi Charles le Chauve, en 844.
La théorie présentée dans cet ouvrage fut combattue dès sa publication. Il s'ensuivit une polémique entre Paschase Radbert et Ratramne de Corbie, lui aussi moine de l'abbaye de Corbie. Cette polémique fut l'un des fondements du dogme eucharistique catholique : pour Paschase Radbert, le pain et le vin consacrés sont réellement le corps et le sang de Jésus. Par la consécration, il y a mutation transubstantielle du pain et du vin qui deviennent présence réelle du corps historique du Christ.
Cette théorie fut une étape importante vers le dogme de la transsubstantiation, doctrine élaborée au XIIe siècle.

## Œuvres

### Œuvres hagiographiques (Vies de saints)
- De vita Adalhardi Corbiensis abbatis (Vie d'Adalard de Corbie)
- Epitaphium Arsenii (Vie de Wala). La collection "Les classiques de l'histoire de France au Moyen Âge", (Paris, Société d'édition les Belles lettres) a publié l'épitaphe d'Arsenius.
- Passio sanctorum martyrum Rufini et Valerii

### Traités  théologiques
- De corpore et sanguine Domini (Première synthèse détaillée du dogme de l'eucharistie écrit vers 831). Il y défend le principe de la transsubstantation[1].
- Lettre à Frudegard (complément du précédent)
- De fide, spe et caritate libri III (sur les trois vertus théologales)
- De Partu Virginis

### Œuvres exégétiques (commentaires de la Bible)
- Expositio in psalmum XLIV (Commentaire sur le psaume 44)
- Commentaire sur l'Évangile selon Matthieu qui dépasse de loin le niveau des ouvrages exégètiques de son temps[1]
- Expositio in lamentationes Ieremiae (Commentaire sur les Lamentations du prophète Jérémie)

### Œuvres mariales
- Homélies sur l'Assomption (dont la célèbre homélie Cogitis me attribuée à saint Jérôme)
- De la Nativité de la Vierge Marie (que Paschase semble avoir voulu mettre sous e nom de saint Jérôme)